# Aşağıbük, Merzifon
Aşağıbük là một xã thuộc huyện Merzifon, tỉnh Amasya, Thổ Nhĩ Kỳ. Dân số thời điểm năm 2010 là 22 người.